# Fernando Filipe
Fernando Alberto Seabra Filipe (Troviscal, Oliveira do Bairro, 10 de maio de 1944) é um cenógrafo e professor português. 

## Biografia
Fernando estudou na Escola Artística de Soares dos Reis, no Porto, onde surgiu o seu interesse pelo teatro, tendo colaborado com o Teatro Experimental do Porto, onde fez curtas intervenções como actor, contra-regra, cenógrafo, etc. 
Em 1970 passa a dedicar-se exclusivamente à cenografia, onde ganha um lugar destacado com os trabalhos que cria para diferentes grupos teatrais portuenses e, depois de 1978, lisboetas. Em Lisboa, para além do teatro, trabalha para o bailado, para a televisão e para o cinema, ao mesmo tempo que continua a exercer o magistério no ensino secundário.
É casado com a realizadora Monique Rutler. 

## Fonte
1. ↑  Perfil de Fernando Filipe no Memoriale - Cinema Português
2. ↑  AA.VV., "Fernando Filipe", in Grande Enciclopédia Universal, Tomo IX, pág. 5669, Durclub S.A., Lisboa, 2004 (ISBN 84-96330-09-5)
3. ↑  Nascimento, Frederico Lopes / Marco Oliveira / Guilherme. «Fernando Filipe». CinePT-Cinema Portugues. Consultado em 10 de setembro de 2021